# Campeonato Asiático de Atletismo de 2000
A 13ª edição do Campeonato Asiático de Atletismo foi realizado de 28 a 31 de agosto de 2000 no Estádio Gelora Bung Karno, na cidade de Jacarta na Indonésia. Foram disputadas 43 provas com 441 atletas de 37 nacionalidades.

## Medalhistas

### Masculino
| Evento                  | Ouro                                                                                          | Ouro     | Prata                                                                              | Prata    | Bronze | Bronze   |
| ----------------------- | --------------------------------------------------------------------------------------------- | -------- | ---------------------------------------------------------------------------------- | -------- | --- | -------- |
| 100 metros              | Jamal Al-Saffar · Arábia Saudita                                                              | 10.32    | Anil Kumar Prakash · Índia                                                         | 10.35    | Yin Hanzhao · China                                                                                          | 10.36    |
| 200 metros              | Masahiko Fukunaga · Japão                                                                     | 20.78    | Sittichai Suwonprateep · Tailândia                                                 | 20.79    | Mohammed Al-Houti Omã                                                                                        | 20.81    |
| 400 metros              | Ibrahim Ismail Muftah · Catar                                                                 | 44.66    | Hamdan Obah Al-Bishi · Arábia Saudita                                              | 45.32    | Xu Zizhou · China                                                                                            | 45.55    |
| 800 metros              | Mehdi Jelodarzadeh Irão                                                                       | 1:49.80  | Kim Soon-Hyung Coreia do Sul                                                       | 1:50.06  | Lee Jae-Hun Coreia do Sul                                                                                    | 1:50.35  |
| 1 500 metros            | Mohammed Sulaiman · Catar                                                                     | 3:52.47  | Ali Abu Bakr Kamal · Catar                                                         | 3:52.64  | Sun Wenli · China                                                                                            | 3:52.94  |
| 5 000 metros            | Ahmed Ibrahim Warsama · Catar                                                                 | 13:53.10 | Gong Ke · China                                                                    | 14:04.61 | Mohammed Sulaiman · Catar                                                                                    | 14:10.79 |
| 10 000 metros           | Ahmed Ibrahim Warsama · Catar                                                                 | 29:53.00 | Gulab Chand · Índia                                                                | 30:03.75 | Gong Ke · China                                                                                              | 30:05.11 |
| 110 metros barreiras    | Mubarak Ata Mubarak · Arábia Saudita                                                          | 14.02    | Shen Zhensheng · China                                                             | 14.13    | Park Tae-Kyong Coreia do Sul                                                                                 | 14.16    |
| 400 metros barreiras    | Hadi Soua'an Al-Somaily · Arábia Saudita                                                      | 49.13    | Harijan Ratnayake · Sri Lanka                                                      | 49.44    | Zahiruddin Al-Najem Síria                                                                                    | 49.67    |
| 3 000 metros obstáculos | Khamis Seif Abdullah · Catar                                                                  | 8:47.33  | Hussain Ali Al-Asmari · Arábia Saudita                                             | 8:52.85  | Hamid Sajjadi Irão                                                                                           | 8:54.07  |
| 4×100 metros estafetas  | Tailândia · Kongdech Natenee · Vissanu Sophanich · Ekkachai Janthana · Sittichai Suwonprateep | 38.80    | Japão · Masahiko Fukunaga · Hirofumi Nakagawa · Kazuhiro Takahashi · Akihiro Yasui | 39.18    | Arábia Saudita · Mohammed Al-Yami · Mubarak Ata Mubarak · Salem Al-Yami · Jamal Al-Saffar                    | 39.60    |
| 4×400 metros estafetas  | Sri Lanka · Mahesh Perera · Vellasamy Ratnakumara · Ranga Wimalawansa · Rohan Pradeep Kumara  | 3:02.71  | Índia · Purukottam Ramachandran · Manoj Lal · Lijo David Thottan · Paramjit Singh  | 3:02.78  | Arábia Saudita · Hamdan Odha Al-Bishi · Mohammed Al-Bishi · Hamed Hamadan Al-Bishi · Hadi Soua'an Al-Somaily | 3:05.00  |
| 20 km marcha            | Wu Ping · China                                                                               | 1:28:04  | Hironori Kawai · Japão                                                             | 1:29:13  | Lee Dae-Ro Coreia do Sul                                                                                     | 1:30:36  |
| Salto em altura         | Yuriy Pakhlyayev · Cazaquistão                                                                | 2.23     | Wang Zhouzhou · China                                                              | 2.23     | Yoshiteru Kaihoko · Japão                                                                                    | 2.19     |
| Salto à vara            | Zhang Hongwei · China                                                                         | 5.40     | Satoru Yasuda · Japão                                                              | 5.20     | Liu Yen-Sung · Taipé Chinesa                                                                                 | 5.10     |
| Salto em comprimento    | Hussein Taher Al-Sabee · Arábia Saudita                                                       | 8.33     | Sanjay Kumar Rai · Índia                                                           | 8.03     | Abdulrahman Al-Nubi · Catar                                                                                  | 8.01     |
| Salto triplo            | Nattaporn Nomkanha · Tailândia                                                                | 16.53    | Maksim Smetanin · Quirguistão                                                      | 16.33    | Mouled Salem Al-Ahmadi · Arábia Saudita                                                                      | 16.24    |
| Lançamento do peso      | Shakti Singh · Índia                                                                          | 19.77    | Bilal Saad Mubarak · Catar                                                         | 19.23    | Wen Jili · China                                                                                             | 19.18    |
| Lançamento do disco     | Anil Kumar · Índia                                                                            | 58.47    | Abbas Samimi Irão                                                                  | 58.27    | Hridayanand Singh · Índia                                                                                    | 56.96    |
| Lançamento de martelo   | Wataru Ebihara · Japão                                                                        | 69.50    | Ye Kuigang · China                                                                 | 69.48    | Nasser Abdul Al-Jarallah · Kuwait                                                                            | 66.98    |
| Lançamento do dardo     | Jagdish Kumar Bishnoi · Índia                                                                 | 76.81    | Chu Ki-Young Coreia do Sul                                                         | 75.27    | Sun Shipeng · China                                                                                          | 74.34    |
| Decatlo                 | Hitoshi Maruono · Japão                                                                       | 7321 pts | Kim Kun-Woo Coreia do Sul                                                          | 7031 pts | Kim Sang-Ryong · Coreia do Norte                                                                             | 6970 pts |

### Feminino
| Evento                 | Ouro                                                                                     | Ouro     | Prata                                                                      | Prata    | Bronze                                                               | Bronze   |
| ---------------------- | ---------------------------------------------------------------------------------------- | -------- | -------------------------------------------------------------------------- | -------- | -------------------------------------------------------------------- | -------- |
| 100 metros             | Lyubov Perepelova · Uzbequistão                                                          | 11.31    | Saraswati Dey · Índia                                                      | 11.40    | Rachita Mistry · Índia                                               | 11.46    |
| 200 metros             | Damayanthi Dharsha · Sri Lanka                                                           | 22.84    | Lyubov Perepelova · Uzbequistão                                            | 23.30    | Vinitha Tripathi · Índia                                             | 23.39    |
| 400 metros             | Damayanthi Dharsha · Sri Lanka                                                           | 51.05    | K. Mathews Beenamol · Índia                                                | 51.41    | Chen Yuxiang · China                                                 | 52.81    |
| 800 metros             | Lin Na · China                                                                           | 2:03.46  | Wang Yuanping · China                                                      | 2:04.11  | Rosa Kutty · Índia                                                   | 2:04.97  |
| 1 500 metros           | Wu Qingdong · China                                                                      | 4:17.82  | Zhang Ling · China                                                         | 4:18.31  | Tokgo Sun-Ok · Coreia do Norte                                       | 4:20.04  |
| 5 000 metros           | Wu Qingdong · China                                                                      | 15:58.83 | Naomi Sakashita · Japão                                                    | 16:01.53 | Supriati Sutono · Indonésia                                          | 16:03.85 |
| 10 000 metros          | Supriati Sutono · Indonésia                                                              | 33:47.24 | Lashram Aruna Devi · Índia                                                 | 34:31.15 | Hong Myong-Hui · Coreia do Norte                                     | 35:27.50 |
| 100 metros barreiras   | Su Yiping · China                                                                        | 12.99    | Trecia Roberts · Tailândia                                                 | 13.01    | Anuradha Biswal · Índia                                              | 13.40    |
| 400 metros barreiras   | Song Yinglan · China                                                                     | 57.73    | Yasuko Igari · Japão                                                       | 58.90    | Noraseela Khalid · Malásia                                           | 59.62    |
| 4×100 metros estafetas | Sri Lanka · Tamara Samandeepika · Pradeepa Herath · S. Nimi de Soyza · Damayanthi Darsha | 44.23    | Índia · Anuradha Biswal · Vinita Tripathi · Saraswati Dey · Rachita Mistry | 44.48    | China · Su Yiping · Chen Yuxiang · Yan Jiankui · Chen Jueqin         | 44.80    |
| 4×400 metros estafetas | Índia · Paramjeet Kaur · Jincy Philip · Rosa Kutty · K. M. Beenamol                      | 3:31.54  | Japão · Miho Sato · Kazue Kakinuma · Sakie Nobuoka · Makiko Yoshida        | 3:37.15  | Coreia do Sul Kim Sun-Young Jeon Mi-Young Kim Su-Kyong Kim Dong-Hyun | 3:48.29  |
| 10 km marcha           | Li Hong · China                                                                          | 44:59.90 | Sun Chunfang · China                                                       | 45:42.68 | Yuan Yufang · Malásia                                                | 46:12.66 |
| Salto em altura        | Bobby Aloysius · Índia                                                                   | 1.83     | Marina Korzhova · Cazaquistão                                              | 1.83     | Tatyana Efimenko · Quirguistão                                       | 1.80     |
| Salto à vara           | Takayo Kondo · Japão                                                                     | 4.00 =   | Chang Ko-Hsin · Taipé Chinesa                                              | 3.90     | Masumi Ono · Japão                                                   | 3.80     |
| Salto em comprimento   | Yelena Bobrovskaya · Quirguistão                                                         | 6.66     | Liang Shuyan · China                                                       | 6.64     | Maho Hanaoka · Japão                                                 | 6.61     |
| Salto triplo           | Yelena Parfenova · Cazaquistão                                                           | 14.08    | Miao Chunqing · China                                                      | 14.01    | Maho Hanaoka · Japão                                                 | 13.67    |
| Lançamento do peso     | Nada Kawar · Jordânia                                                                    | 17.46    | Chinatsu Mori · Japão                                                      | 16.38    | Cho Jin-Sook Coreia do Sul                                           | 15.38    |
| Lançamento do disco    | Neelam Jaswant Singh · Índia                                                             | 60.75    | Cao Qi · China                                                             | 58.71    | Li Yanfeng · China                                                   | 57.52    |
| Lançamento de martelo  | Li Xiaoxue · China                                                                       | 59.02    | Yuka Murofushi · Japão                                                     | 58.64    | Masumi Aya · Japão                                                   | 55.97    |
| Lançamento do dardo    | Lee Young-Sun Coreia do Sul                                                              | 55.78    | Gurmeet Kaur · Índia                                                       | 55.65    | Zhang Li · China                                                     | 55.07    |
| Heptatlo               | Svetlana Kazanina · Cazaquistão                                                          | 6074 pts | Pramila Ganapathy · Índia                                                  | 6016 pts | Irina Naumenko · Cazaquistão                                         | 5937 pts |

## Quadro de medalhas
| Ordem | País            | Medalha de ouro | Medalha de prata | Medalha de bronze | Total |
| ----- | --------------- | --------------- | ---------------- | ----------------- | ----- |
| 1     | China           | 9               | 10               | 10                | 29    |
| 2     | Índia           | 6               | 10               | 5                 | 21    |
| 3     | Catar           | 5               | 2                | 2                 | 9     |
| 4     | Japão           | 4               | 8                | 5                 | 17    |
| 5     | Arábia Saudita  | 4               | 2                | 3                 | 9     |
| 6     | Sri Lanka       | 4               | 1                | 0                 | 5     |
| 7     | Cazaquistão     | 3               | 1                | 1                 | 5     |
| 8     | Tailândia       | 2               | 2                | 0                 | 4     |
| 9     | Coreia do Sul   | 1               | 3                | 5                 | 9     |
| 10=   | Irão            | 1               | 1                | 1                 | 3     |
| 10=   | Quirguistão     | 1               | 1                | 1                 | 3     |
| 12    | Uzbequistão     | 1               | 1                | 0                 | 2     |
| 13    | Indonésia       | 1               | 0                | 1                 | 2     |
| 14    | Jordânia        | 1               | 0                | 0                 | 1     |
| 15    | Taipé Chinesa   | 0               | 1                | 1                 | 2     |
| 16    | Coreia do Norte | 0               | 0                | 3                 | 3     |
| 17    | Malásia         | 0               | 0                | 2                 | 2     |
| 18=   | Kuwait          | 0               | 0                | 1                 | 1     |
| 18=   | Omã             | 0               | 0                | 1                 | 1     |
| 18=   | Síria           | 0               | 0                | 1                 | 1     |
| Total | Total           | 43              | 43               | 43                | 129   |

## Participantes
- Bahrein (5)
- Bangladesh (4)
- Brunei (1)
- Camboja (2)
- China (37)
- Taipé Chinesa (16)
- Hong Kong (8)
- Índia (40)
- Indonésia (42) (anfitrião)
- Irão (12)
- Japão (44)
- Jordânia (4)
- Cazaquistão (14)
- Kuwait (8)
- Quirguistão (7)
- Laos (2)
- Malásia (9)
- Maldivas (4)
- Mongólia (3)
- Nepal (3)
- Coreia do Norte (4)
- Omã (8)
- Paquistão (5)
- Palestina (2)
- Filipinas (7)
- Catar (24)
- Arábia Saudita (25)
- Singapura (7)
- Coreia do Sul (31)
- Sri Lanka (11)
- Síria (3)
- Tajiquistão (3)
- Tailândia (23)
- Turquemenistão (4)
- Emirados Árabes Unidos (7)
- Uzbequistão (4)
- Vietname (8)

Legenda
| Recorde mundial       | Recorde mundial (World record)               |                       | Recorde africano                      | Recorde africano (African) |                                           | Q | Classificado por posição (Qualified) |
| Recorde do campeonato | Recorde do campeonato (Championship record)  | Recorde da América    | Recorde da América (Americas)         | q                          | Classificado por melhor tempo (Qualified) |   |                                      |
| Melhor marca do ano   | Melhor marca do ano (World leading)          | Recorde asiático      | Recorde asiático (Asian)              | DNS                        | Não largou (Did not start)                |   |                                      |
| Recorde nacional      | Recorde nacional (National record)           | Recorde europeu       | Recorde europeu (European)            | DNF                        | Não terminou (Did not finish)             |   |                                      |
| Recorde pessoal       | Recorde pessoal do atleta (Personal best)    | Recorde da Oceania    | Recorde da Oceania (Oceania)          | DSQ / DQ                   | Desclassificado (Disqualified)            |   |                                      |
| Recorde da temporada  | Recorde da temporada do atleta (Season best) | Recorde sul-americano | Recorde sul-americano (South America) | NM                         | Sem marca (No mark)                       |   |                                      |